# Kuxa Kanema: o nascimento do cinema
Pour plus de détails, voir Fiche technique et Distribution.
Kuxa Kanema: o nascimento do cinema est un film documentaire réalisé en 2004.

## Synopsis
En racontant l'histoire de l'Institut National du Cinéma (INC), de ses films et des gens qui lui sont liés, ce documentaire raconte aussi l'histoire d'une jeune nation africaine. Quel rôle le cinéma peut-il jouer dans la reconstruction des valeurs culturelles ? Ou quel rôle peut-il jouer dans la destruction de ces valeurs ? Après des siècles de colonisation, suivis d'années de guerre civile, de famine et de destruction, un pays tente de réfléchir sur son passé, reconstruire son identité et réclamer sa dignité.

## Fiche technique
- Réalisation : Margarida Cardoso
- Production : Filmes do Tejo, Laspus, Derives
- Scénario : Margarida Cardoso
- Image : Lisa Hagstrand
- Montage : Isabelle Rathery